# 반조 카주이
《반조 카주이》(Banjo-Kazooie)는 영국의 개발사 레어가 제작한 액션 어드벤처 게임 시리즈이다. 주인공은 같이 붙어다니는 곰 반조와 새 카주이로, 1998년 닌텐도 64로 발매된 첫번째 작품 《반조 카주이》을 시작으로 3개의 후속작과 외전들이 발매됐다.

## 게임 목록
- 《반조 카주이》 (1998)
- 《반조 투이》 (2000)
- 《반조 카주이: 그런티의 복수》 (2003)
- 《반조 파일럿》 (2005)
- 《반조 카주이: 너트와 볼트》 (2008)

### 기타
2015년 8월 4일 엑스박스 원으로 발매된 합본 《레어 리플레이》에 《반조 카주이》와 《반조 투이》가 수록됐다.